# TI-74

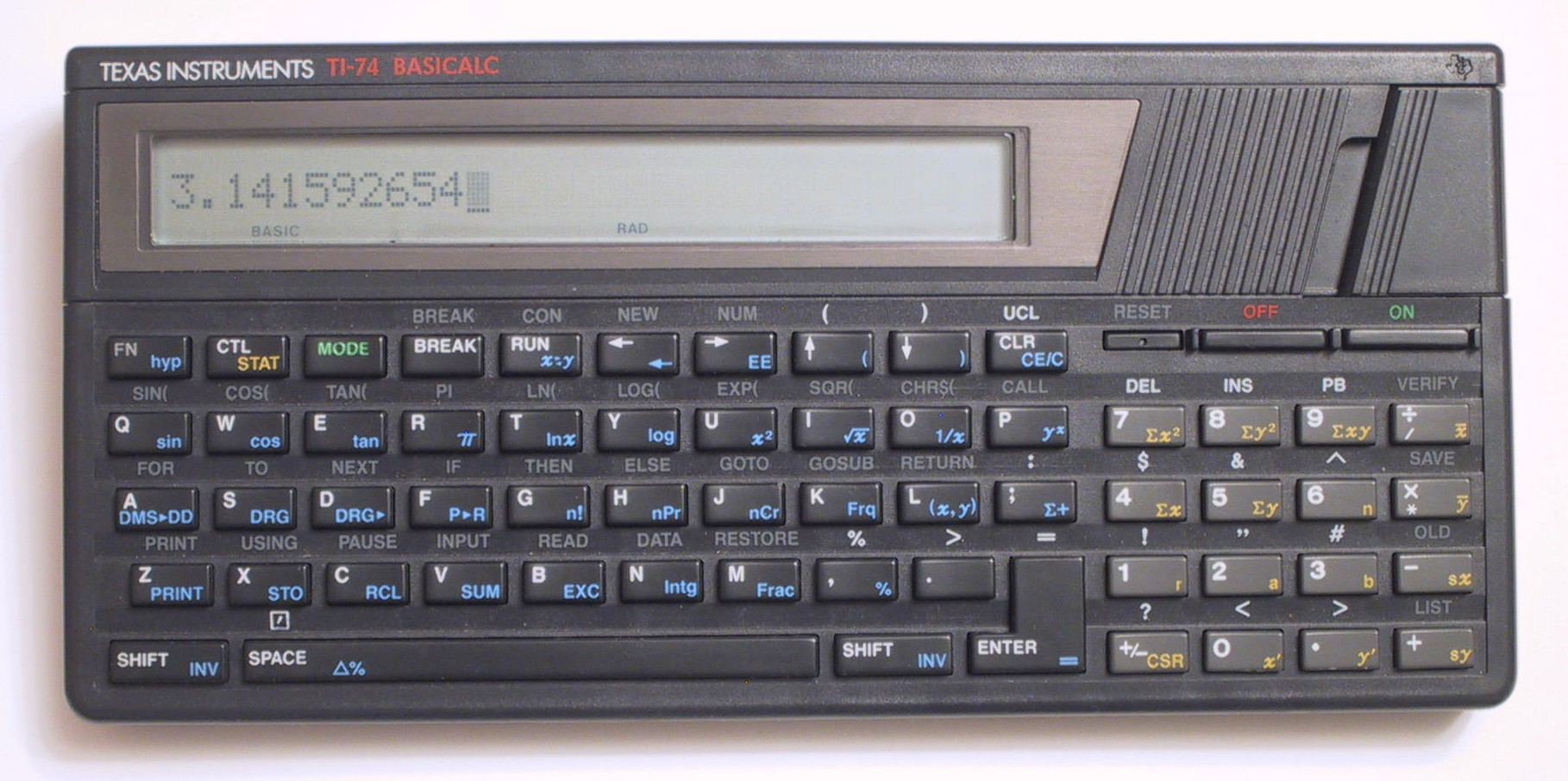
Texas Instruments TI-74

El TI-74 Basicalc, de Texas Instruments es un tipo de calculadora programable lanzada en 1985 para reemplazar el CC40. Una variante, el TI-74S, tenía una placa frontal en blanco en vez de funciones secundarias para permitir la personalización, aparte de ello, era la misma que el TI-74. Ambos modelos aceptaron módulos ROM personalizados. El TI-95, lanzado al mismo tiempo, fue un descendiente del TI-59 y del TI-66, programable por golpes de teclado, con el mismo factor de forma general, pero con una pantalla de dos líneas, en donde la segunda era usada para definiciones de teclas de función.

## Especificaciones técnicas
- Pantalla LCD de 31 caracteres de 5x7 píxels
- ROM de 32 KB + 4 KB
- RAM de 8 KB
- Puerto de expansión de memoria de RAM/ROM
- Puerto hexbus
- 24 caracteres por línea
- Puerto para la fuente de alimentación
- 4 baterías AAA